# Hankensbüttel
Hankensbüttel város Németországban, Alsó-Szászországban, Gifhorn kerületben.

## Fekvése
Uelzentől délre, Wittingentől  nyugatra fekvő település.

## Története

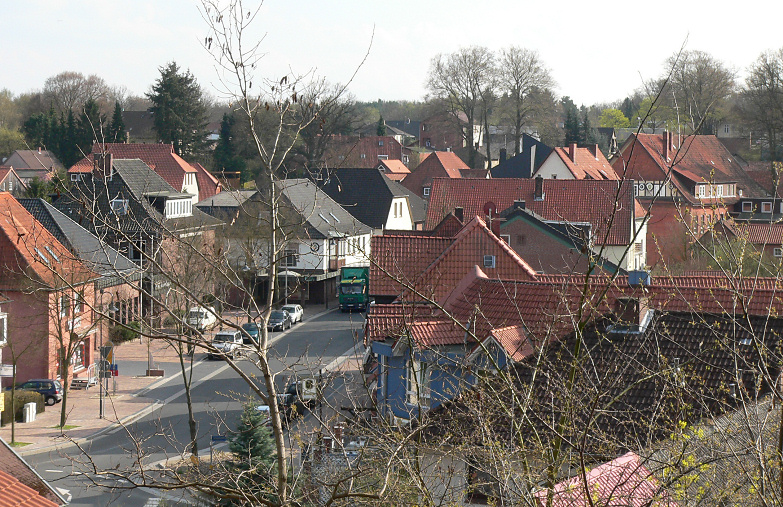
Hankensbüttel látképe

Nevét 1051-ben, III. Henrik császár idején említették először az oklevelek „Honengesbuthele” néven.
Régi névváltozatai: 1051-ben Honengesbvthele, 1221-ben Honekesbutle, 1364-ben és 1567-ben Honkesbutle Hankensbuettel.
Már a 11. században ez volt a központja a hatalmas Hankensbüttel plébániának és székhelye Hildesheim egyházmegye Püspöki Bíróságának. Később, a 13. században kastélyának ura Conradus Honeskesbutle néven volt ismert.
A harmincéves háború alatt Hankensbüttel a harcoló erők felvonulási területe volt.
Hankenbüttel a hannoveri választófejedelemséghez tartozott, de a hétéves háború (1756-1763) alatt  Vesztfáliához és 1807–tól 1813-ig a francia uralomhoz. 1866-tól a második világháború végéig Poroszországhoz tartozott a helység.

## Itt születtek, itt éltek
- Karl Sohle (1861-1947) - író itt töltötte gyermekkorát és fiatalságát.
- Gerhard Drees (született 1925) - mérnök itt született.
- Manfred Strößenreuther (1948. február 16. – Speichersdorf, 1986. március 29.) - német pilóta, többszörös világ– és Európa-bajnok műrepülő itt született.